# Статуя Альфреда Великого (Саутуарк)
Статуя Альфреда Великого в Саутуарке — памятник королю Уэссекса, называемому первым королём Англии. Для возведения памятника была использована римская статуя, датируемая концом I или началом II века н. э., к которой была присоединена верхняя часть торса и голова, работа скульптора конца XVIII или начала XIX века, стилизованная в духе раннего средневековья.

## Описание
Статуя стоит в саду в центре площади перед церковью Святой Троицы в Саутуарке. Её высота составляет 2,6 метра (8,5 фута) в высоту и изображает широкоплечего мужчину с бородой в мантии и короне. Считается, что на нем изображен англосаксонский король IX века Альфред Великий. Задняя часть статуи проработана примитивно, возможно, оригинальная статуя предназначалась для установки в нише.
2 марта 1950 года статуя получила статус памятника архитектуры II категории.

## Происхождение
Происхождение статуи неизвестно. На своём настоящем месте она была установлена в 1836 году. При внесении в список национального наследия Англии статуя была описана, как выполненная в стиле конца XIV века. Изначально считалось, что она является одной из восьми статуй с северного фасада Вестминстерского зала Ричарда II или, по альтернативной версии, одной из пары (вместе со статуей Эдуарда Черного Принца), созданных в XVIII веке для сада Карлтон-хауса в Вестминстере. Статуи из Вестминстерского зала были удалены архитектором Джоном Соуном примерно в 1825 году во время перестройки Вестминстерского дворца.
Фонд наследия Лондона поручил провести реставрационные работы на статуе в 2021 году. В ходе работ было обнаружено, что нижняя часть статуи имеет более древнее происхождение, относится к древнеримскому наследию в Британии и датируется 80-130 годами н. э. Вероятно, статуя когда-то стояла в святилище на близлежащей площади Табард. Из-за строгих проектных параметров римской храмовой скульптуры этого периода, статуя была идентифицирована как, вероятно, статуя Минервы, из-за её сходства со статуей богини в коллекции герцога Бедфорда в аббатстве Уобёрн.
Римская часть выполнена из батского камня и, скорее всего, была доставлена из Котсуолдса по Темзе. Предполагается, что ее изготовил мастер из континентальной Европы. Нога Минервы непропорциональна изображению Альфреда. Путем экстраполяции было установлено, что высота первоначальной статуи Минервы составляла 3 метра (9,8 фута) в высоту. Это делает статую крупнейшей известной статуей римской эпохи, изготовленной из камня, добытого в британских карьерах.
Работы по консервации 2021 года подтвердили, что верхняя половина статуи изготовлена из камня Коуд, добыча которого велась с 1770-х годов. Работа по объединению мужского торса с римской нижней частью представляла определённые трудности, поскольку камень Коуд дает усадку во время четырехдневного обжига в печи. Вероятно, нижняя часть была обнаружена в конце XVIII века и, поскольку нашедшие посчитали, что она имеет средневековое происхождение, использовалась для придания статуе Альфреда большей аутентичности.